# 維拉科略山 (塔拉塔區)
17°25′15″S 69°41′36″W / 17.42083°S 69.69333°W

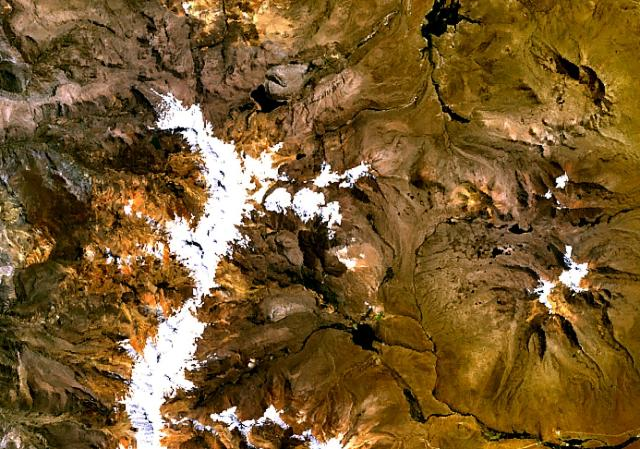

維拉科略山（Wila Qullu），是秘魯的山峰，位於該國南部塔克納大區，由塔拉塔省的塔拉塔區負責管轄，屬於安地斯山脈的一部分，海拔高度5,000米。